# 黄红 (1980年)
黄红 （1980年3月7日—），中国女子手球運動員。曾代表中国参加2008年北京奥运女子手球赛事。

## 簡歷
2010年11月，黄红代表中國出戰廣州亞運會，參加女子手球比賽項目，奪得金牌。